# Michael Rank
Pour les articles homonymes, voir Rank.
Michael Rank, né à Londres en 1950, mort le 20 mai 2017, est un journaliste anglais, traducteur et spécialiste de la Chine et du Tibet.

## Biographie
Il est né en 1950 à Londres, fils de Hugh Rank, réfugié juif de Vienne ayant fui le nazisme, et de son épouse Joan. 
Il est diplômé en chinois de Downing College de l'université de Cambridge en 1972. Il étudia ensuite la linguistique à l'université Cornell à Ithaca dans l’État de New York aux États-Unis. Il a également suivi des études à l'université de Pékin et l'université de Fudan à Shanghai de 1974 à 1976. Il est journaliste en Chine au début des années 1980 et visite en 1983 le Tibet, alors fermé aux étrangers.
Basé à Londres, il a été correspondant de Reuters à Pékin. Il a visité la ville de Rasŏn en Corée du Nord en 2010. Ses articles sont publiés dans The Guardian, Asia Times Online, BBC Wildlife et North Korea Economy Watch.
Traducteur du chinois en anglais et journaliste indépendant, son intérêt pour l'ornithologie l'a conduit à réaliser une étude biographique sur Frank Ludlow et sur l'histoire de école anglaise de Gyantsé, une école laïque au Tibet qu'il dirigea de 1923 à 1926. L'un de ses articles à ce sujet a été publié par l'Institut Namgyal de tibétologie.
Il a publié trois articles à la Royal Society for Asian Affairs (en).

## Articles
- (en) The Western Impact on the Ordinary Chinese Citizen, China Business Review (en) 4, no. 6 (novembre–décembre 1977) : p. 8-11.
- (en) Michael Rank et Axel Bräunlich, Proceedings International Corncrake Workshop 1998, Hilpoltstein, Germany, Schäffer, N; Mammen, U, 2001 (lire en ligne), « Notes on the occurrence of the Corncrake (Crex crex) in Asia and in the Pacific region ».
- (en) Frank Ludlow and the English School in Tibet 1923-1926, Volume 34, Numéro 1, Asian Affairs, Royal Society for Asian Affairs (en), 2003
- (en) Tibet, tibet, a personal history of a lost land, China Review (Great Britain-China Centre), vol. 25, été 2003, p. 35 (reproduit sur karmapa.org.nz : )
- (en) King Arthur comes to Tibet: Frank Ludlow and the English school in Gyantse, 1923-26, Bulletin of Tibetology, 2004
- (en) Ludlow, Frank (1885–1972), Oxford Dictionary of National Biography, Oxford University Press, mai 2009
- (en) The Ponghwa behind Pyongyang's throne, "Asia Times Online", 12 janvier 2012.
- (en) Nineteen Eighty-four in Chinese, The Asia-Pacific Journal, 9 juin 2014
- (en) Jamyang Choegyal Kasho. In the Service of the 13th and the 14th Dalai Lamas: Choegyal Nyima Lhundrup Kashopa, Asian Affairs, Volume 47, 2016, p. 493-495